# Французский мандат в Сирии и Ливане
Французский мандат в Сирии и Ливане (фр. Mandat français en Syrie) — результат решений французско-британской Конференции в Сан-Ремо (1920 г.), которые были утверждены Лигой Наций 29 сентября 1923 года.

## Географический охват
Французский мандат распространялся на территорию современных государств Ливан, Сирия и нынешней турецкой провинции Хатай, переданной Турции после референдума в 1939 году.
Мандат был выдан после Первой мировой войны и распада Османской империи. По Соглашению Сайкса-Пико, которое было заключено между Великобританией и Францией, Великобритания получила Британский мандат в Междуречье на территории сегодняшнего Ирака и Британский мандат в Палестине, который охватывал южную часть османской провинции Сирия (Сирия, Палестина и Иордания). Франция получила оставшуюся часть османской Сирии (Сирия, Ливан и Хатай).

## Административное деление
Сирия делилась на 6 частей: Государство Дамаск, Государство Алеппо, Государство Алавитов, Великий Ливан, Государство Друзов и санджак (провинция) Александретта. Великий Ливан позже стал современным Ливаном. На 1 декабря 1924 года алавиты отделились от федерации, а Алеппо и Дамаск сформировали государство Сирийскую республику.

## Деколонизация
Французский мандат действовал до 1943 года, однако французские войска оставались в Сирии и Ливане до 1946 года. В ходе деколонизации Франция пыталась сохранить свой суверенитет над островом Арвад по примеру британских военных баз на Кипре, однако под нажимом США вынуждена была уступить его независимой Сирии, образованной в 1946 году. Правомочность передачи Хатая Турции долгое время оспаривалось независимой Сирийской республикой, считавшей, что Франция провела Хатайский референдум и произвела передачу незаконно.